# FK Partizani Tirana
Der FK Partizani Tirana ist ein albanischer Fußballverein aus der Hauptstadt Tirana. Aktuell spielt er in der höchsten Liga Kategoria Superiore und ist Meister der Saison 2022/23.
Partizani Tirana ist einer der erfolgreichsten Fußballklubs des Landes: Der Verein hat 17 Meistertitel und 15 Pokalsiege aufzuweisen und gewann zudem zwei Mal den albanischen Supercup. Partizani Tirana gewann mit dem Balkanpokal 1970 als bislang einzige Mannschaft Albaniens einen internationalen Titel. Im neuen Jahrtausend stieg Partizani hingegen bis in die dritte Liga ab. Mit dem sechzehnten Meistertitel im Jahr 2019 konnte der Verein sich aber wieder in der Spitze des albanischen Fußballs etablieren.

## Geschichte

### Gründung (1945–1946)
Der am 16. August 1946 gegründete Verein unterstand zur Zeit des kommunistischen Regimes wie alle Sportvereine Albaniens dem Staat. Partizani wurde dabei der albanischen Armee untergeordnet und somit vom Verteidigungsministerium kontrolliert. Daher war es üblich, gute Spieler anderer Mannschaften zum Militär einzuziehen, damit diese für Partizani auflaufen konnten.
FK Partizani Tirana wurde am 4. Februar 1946 kurz nach dem Ende des Zweiten Weltkriegs offiziell gegründet. Ein Jahr zuvor, 1945, hatten jedoch bereits die Teams von zwei Militärdivisionen an der ersten Meisterschaft nach dem Kriegsende teilgenommen. Die beiden Mannschaften Ylli Shkodra und Liria Korça wurden nach Ende der Saison als Vereine aufgelöst. Ihre besten Spieler wechselten nach Tirana, um sich der Ushtria anzuschließen, was wörtlich übersetzt „Die Armee“ bedeutete. Ushtria bestritt am 13. Januar 1946 in Tirana bei starkem Regen sein erstes Freundschaftsspiel gegen den amtierenden Meister KS Vllaznia Shkodra, das in einem torlosen Unentschieden endete. Es trat in markanten roten Trikots mit den Initialen jedes Spielers auf der Brust an. Im folgenden Monat, am 4. Februar, wurde Ushtria in einen ordentlichen Sportverein verwandelt, der zu Ehren der albanischen Partisanen benannt wurde, die für die Befreiung des Landes gekämpft hatten. In der Anfangszeit rekrutierte Partizani Spieler der Skanderbeg-Mittelschule und der albanischen Militärakademie sowie Spieler anderer Clubs, die von den regierenden Kommunisten angewiesen wurden, für Partizani zu spielen.
Am 7. April bestritt der Verein sein erstes offizielles Spiel unter dem Namen Partizani, das gegen den anderen Hauptstadtclub 17 Nëntori ausgetragen wurde. Partizani gewann das Spiel 2:0. Da der Verein nicht an der albanischen Meisterschaft 1946 teilnahm, unternahm er stattdessen eine Tour durch Albanien, um Freundschaftsspiele gegen einige der größten Vereine des Landes zu spielen. Die Bilanz der neun Spiele waren 26 erzielte Toren und 9 Gegentreffer. Dabei schoss Qamil Teliti elf Tore als bester Torschütze Partizanis.

### Frühe Dominanz (1947–1964)
Partizani nahm 1947 zum ersten Mal an der nationalen Meisterschaft teil. Bereits beim Debüt konnte der Club in der höchsten Spielklasse antreten. Partizani gewannen 14 Spiele, hatte ein Unentschieden und verloren ein Spiel und wurden gleich Meister knapp vor Vllaznia Shkodra, das die letzten beiden Meisterschaften gewonnen hatte. In der folgenden Saison beschloss der albanische Fußballverband, das Format der Meisterschaft zu ändern, und teilte die Mannschaften je nach geografischer Lage in zwei Gruppen ein, wobei Gruppe A Mannschaften aus dem Norden und Gruppe B Mannschaften aus dem Süden des Landes umfasste. Partizani wurde in Gruppe A platziert, die sie punktegleich mit Vllaznia Shkodra gewannen. Aufgrund eines besseren Torverhältnisses war Partizani der Gruppensieger und spielte am 25. August 1947 das Meisterschaftsfinale gegen Flamurtari Vlora. Das Finale in Tirana gewann Partizani mit 6:2 – der zweite Titel in Folge. Partizani gewann zudem 1948 den Pokalfinal.
Später spielten die beiden albanischen Fußballlegenden Loro Boriçi und Panajot Pano bei Partizani.

### Privatisierung
Mitte der 1990er wurde Partizani als erstes albanisches Team privatisiert. Allerdings musste zur Klärung der Besitzfrage vor ein Gericht gezogen werden, und der Verein geriet infolgedessen in wirtschaftliche Probleme. Während vor Gericht gestritten wurde, landete der Verein in der Saison 1999/2000 auf dem letzten Platz und musste absteigen. Albert Xhani gewann den Rechtsstreit und übernahm auch die Präsidentenrolle im Verein.
2009 beendete Partizani die Meisterschaft auf dem 10. Platz. Das Relegationsspiel gegen Kastrioti Kruja ging verloren. Die Kategoria e parë 2009/10 beendete der Hauptstadtclub hinter drei anderen Absteigern auf dem 5. Platz. In der folgenden Saison der zweithöchsten Liga wurde Partizani letzter, nachdem Xhani seine Finanzspritzen eingestellt hatte. Nach einer Saison in der dritten Liga wurde Partizani 2012/13 unter einer neuen Clubführung Vizemeister der zweiten Liga. Ende 2017 wurde Olsi Rama, der jüngere Bruder von Edi Rama, Manager des Clubs.
2021 nahm Partizani an der erstmaligen Austragung der UEFA Europa Conference League teil, schied dabei jedoch in der zweiten Qualifikationsrunde gegen den FC Basel aus. Zwei Jahre später gewann der Klub unter dem italienischen Cheftrainer Giovanni Colella den 17. Meistertitel der Vereinsgeschichte, dennoch trennten sich nach Saisonende die Wege. Unter Nachfolger Zoran Zekić schied die Mannschaft gegen BATE Baryssau in der ersten Runde der Qualifikation zur UEFA Champions League 2023/24 und erreichte später die Play-offs der UEFA Europa Conference League 2023/24, wo sie gegen den FK Astana scheiterte. Nach durchwachsenen Ergebnissen in der Meisterschaft mit drei Siegen aus den ersten sechs Spielen ließ der Klub den Trainer Mitte Oktober nach einem Angebot von NK Osijek ziehen. Als neuer Trainer wurde vorübergehend Sportdirektor Arbër Abilaliaj ernannt. Nach positiven Ergebnissen erhielt Abilaliaj einen Vertrag, der ihn bis zum Saisonende bindet.
Seit 2022 verfügt Partizani wieder über ein Trainingsgelände, die Fußballakademie Kompleksi Partizani am nordöstlichen Stadtrand von Tirana, nachdem in den 2010er Jahren das alte Trainingsgelände nicht mehr gehalten werden konnte. Teil des Trainingsgeländes ist das Heimstadion Arena e Demave. 

## Aktueller Kader
| Nr.                                         | Nat.            | Name               | im Verein seit | Vertrag bis | vorheriger Verein        | Spiele 1 | Tore 1   |
| Torhüter                                    | Torhüter        | Torhüter           | Torhüter       | Torhüter    | Torhüter                 | Torhüter | Torhüter |
| ------------------------------------------- | --------------- | ------------------ | -------------- | ----------- | ------------------------ | -------- | -------- |
| 12                                          | Albanien        | Alban Hoxha        | 2013           | 2024        | KS Besa Kavaja           | 332      | 0        |
| 60                                          | Albanien        | Pano Qirko         | 2023           | 2027        | KF Teuta Durrës          | 1        | 0        |
| 70                                          | Albanien        | Skander Tahiri     | 2023           | -           | eigene Jugend            | 0        | 0        |
| Abwehr                                      |                 |                    |                |             |                          |          |          |
| 3                                           | Nordmazedonien  | David Atanaskoski  | 2022           | 2024        | Makedonija Gjorce Petrov | 32       | 1        |
| 5                                           | Kosovo          | Altin Bytyçi       | 2023           | 2025        | FK Kukësi                | 10       | 0        |
| 17                                          | Kroatien        | Mateo Kocijan      | 2023           | 2025        | NK Slaven Belupo         | 7        | 0        |
| 23                                          | Albanien        | Marcelino Preka    | 2022           | 2026        | KS Bylis Ballsh          | 11       | 0        |
| 26                                          | Albanien        | Paulo Buxhelaj     | 2019           | 2026        | eigene Jugend            | 27       | 0        |
| 28                                          | Albanien        | Elion Sota         | 2021           | 2024        | FK Apolonia Fier         | 59       | 2        |
| 34                                          | Senegal         | Saliou Sembene     | 2021           | 2025        | Unbekannt                | 14       | 0        |
| 44                                          | Albanien        | Andi Hadroj        | 2022           | 2024        | KS Bylis Ballsh          | 52       | 0        |
| Mittelfeld                                  |                 |                    |                |             |                          |          |          |
| 6                                           | Albanien        | Leart Zekolli      | 2022           | 2024        | HNK Zmaj Makarska        | 11       | 0        |
| 7                                           | Kosovo          | Adnard Mehmeti     | 2023           | 2027        | KF Erzeni Shijak         | 1        | 0        |
| 14                                          | Senegal         | Gueye Maguette     | 2021           | 2025        | Unbekannt                | 33       | 2        |
| 21                                          | Albanien        | Valentino Murataj  | 2021           | 2024        | KS Bylis Ballsh          | 81       | 3        |
| 27                                          | Kosovo Serbien  | Gjëlbrim Taipi     | 2023           | 2025        | FK Kukësi                | 0        | 0        |
| 77                                          | Brasilien       | Victor Da Silva    | 2022           | 2024        | KS Vllaznia Shkodra      | 28       | 13       |
| 88                                          | Nordmazedonien  | Sabit Bilali       | 2023           | 2024        | KF Shkëndija             | 11       | 0        |
| 98                                          | Albanien        | Emiljano Vila      | 2023           | 2024        | KF Teuta Durrës          | 3        | 0        |
| 99                                          | Albanien        | Arinaldo Rrapaj    | 2021           | 2026        | KF Skënderbeu Korça      | 67       | 12       |
| Sturm                                       |                 |                    |                |             |                          |          |          |
| 10                                          | Albanien        | Albers Keko        | 2023           | 2026        | KF Korabi Peshkopi       | 1        | 0        |
| 11                                          | Albanien Kosovo | Eros Grezda        | 2023           | 2024        | Zalaegerszegi TE FC      | 1        | 0        |
| 22                                          | Albanien        | Tedi Cara          | 2020           | 2024        | KS Besa Kavaja           | 112      | 23       |
| 24                                          | Kongo Republik  | Archange Bintsouka | 2023           | 2025        | eigene Jugend            | 11       | 5        |
| 25                                          | Ghana           | Alfred Mensah      | 2022           | 2025        | KF Skënderbeu Korça      | 29       | 1        |
| 90                                          | Nigeria         | Christian Mba      | 2023           | 2026        | KF Trepça’89             | 19       | 5        |
| Stand der Spielerstatistiken: 18. Juli 2023 |                 |                    |                |             |                          |          |          |

## Namensänderungen
- 1946 – Ushtria Kombetare Tiranë
- 1946 – KS Partizani Tiranë
- 1998 – FK Partizani Tiranë

## Rivalität
Seit 1947 kommt es regelmäßig zum Derby von Tirana zwischen Partizani und dem Stadt-Rivalen KF Tirana. Letztgenannter ist dabei albanischer Rekordmeister und konnte sich als solcher insbesondere nach dem Ende des Realsozialismus 1990 vor Partizani etablieren. Dem Aufeinandertreffen wohnt zudem eine politische Dimension inne, da KF Tirana als Verein derer wahrgenommen wird, die in den späten achtziger und neunziger Jahren in der demokratischen Opposition gegen das Hoxha-Regime und dessen Machtapparat aufbegehrten. Partizani gilt dem gegenüber aufgrund seiner Vergangenheit als Verein des Establishments der ehemaligen Diktatur.

## Erfolge
- Albanische Meisterschaft
  - Meister (17): 1947, 1948, 1949, 1954, 1957, 1958, 1959, 1961, 1963, 1964, 1971, 1979, 1981, 1987, 1993, 2019, 2023
- Kupa e Shqipërisë (Albanischer Pokal)
  - Sieger (15): 1948, 1949, 1957, 1958, 1961, 1964, 1966, 1968, 1970, 1973, 1980, 1991, 1993, 1997, 2004
  - Finalist (7): 1950, 1951, 1954, 1974, 1985, 1988, 1989
- Albanische SuperKupa
  - Sieger (3): 1994, 2004, 2019
- Balkanpokal
  - Sieger (1): 1970

### Europapokalbilanz
| Saison  | Wettbewerb                    | Runde                  | Gegner                    | Gesamt          | Hin     | Rück          |
| ------- | ----------------------------- | ---------------------- | ------------------------- | --------------- | ------- | ------------- |
| 1962/63 | Europapokal der Landesmeister | 1. Runde               | IFK Norrköping            | 1:3             | 0:2 (A) | 1:1 (H)       |
| 1963/64 | Europapokal der Landesmeister | 1. Runde               | Spartak Plowdiw           | 2:3             | 1:0 (H) | 1:3 (A)       |
| 1964/65 | Europapokal der Landesmeister | 1. Runde               | 1. FC Köln                | 0:2             | 0:0 (H) | 0:2 (A)       |
| 1968/69 | Europapokal der Pokalsieger   | 1. Runde               | FC Turin                  | 1:3             | 0:0 (H) | 1:3 (A)       |
| 1970/71 | Europapokal der Pokalsieger   | Vorrunde               | Åtvidabergs FF            | 3:1             | 1:1 (A) | 2:0 (H)       |
| 1970/71 | Europapokal der Pokalsieger   | 1. Runde               | Wacker Innsbruck          | 3:5             | 2:3 (A) | 1:2 (H)       |
| 1971/72 | Europapokal der Landesmeister | 1. Runde               | ZSKA Sofia                | 0:4             | 0:3 (A) | 0:1 (H)       |
| 1979/80 | Europapokal der Landesmeister | 1. Runde               | Celtic Glasgow            | 2:4             | 1:0 (H) | 1:4 (A)       |
| 1980/81 | Europapokal der Pokalsieger   | 1. Runde               | Malmö FF                  | 0:1             | 0:1 (A) | 0:0 (H)       |
| 1981/82 | Europapokal der Landesmeister | 1. Runde               | FK Austria Wien           | 2:3             | 1:3 (A) | 1:0 (H)       |
| 1987/88 | Europapokal der Landesmeister | 1. Runde               | Benfica Lissabon          | 0:7             | 0:4 (A) | 00:3 (H) 1    |
| 1990/91 | UEFA-Pokal                    | 1. Runde               | FC Universitatea Craiova  | 0:2             | 0:1 (H) | 0:1 (A)       |
| 1991/92 | Europapokal der Pokalsieger   | 1. Runde               | Feyenoord Rotterdam       | 0:1             | 0:0 (H) | 0:1 (A)       |
| 1993/94 | UEFA Champions League         | 1. Runde               | ÍA Akranes                | 0:3             | 0:0 (H) | 0:3 (A)       |
| 1995/96 | UEFA-Pokal                    | Vorrunde               | Fenerbahçe Istanbul       | 0:6             | 0:2 (A) | 0:4 (H)       |
| 2002/03 | UEFA-Pokal                    | Qualifikation          | Hapoel Tel Aviv           | 1:5             | 0:1 (A) | 1:4 (H)       |
| 2003    | UEFA Intertoto Cup            | 1. Runde               | Maccabi Netanja           | (a)3:3(a)       | 2:0 (H) | 1:3 (A)       |
| 2003    | UEFA Intertoto Cup            | 2. Runde               | FC Dacia Chișinău         | 0:5             | 0:2 (A) | 0:3 (H)       |
| 2004/05 | UEFA-Pokal                    | 1. Qualifikationsrunde | FC Birkirkara             | 5:4             | 4:2 (H) | 1:2 (A)       |
| 2004/05 | UEFA-Pokal                    | 2. Qualifikationsrunde | FC Bnei Sachnin           | 1:6             | 0:3 (A) | 1:3 (H)       |
| 2006    | UEFA Intertoto Cup            | 1. Runde               | Ethnikos Achnas           | 4:5             | 2:4 (A) | 2:1 (H)       |
| 2008/09 | UEFA-Pokal                    | Vorrunde               | NK Široki Brijeg          | 1:3             | 0:0 (A) | 1:3 (H)       |
| 2015/16 | UEFA Europa League            | 1. Qualifikationsrunde | Strømsgodset IF           | 1:4             | 1:3 (A) | 0:1 (H)       |
| 2016/17 | UEFA Europa League            | 1. Qualifikationsrunde | ŠK Slovan Bratislava      | 2               | 0:0 (H) | – (A)         |
| 2016/17 | UEFA Champions League         | 2. Qualifikationsrunde | Ferencváros Budapest 2    | 2:2 (3:1 i. E.) | 1:1 (H) | 1:1 n. V. (A) |
| 2016/17 | UEFA Champions League         | 3. Qualifikationsrunde | FC Red Bull Salzburg      | 0:3             | 0:1 (H) | 0:2 (A)       |
| 2016/17 | UEFA Europa League            | Play-offs              | FK Krasnodar              | 0:4             | 0:4 (A) | 0:0 (H)       |
| 2017/18 | UEFA Europa League            | 1. Qualifikationsrunde | Botew Plowdiw             | 1:4             | 1:3 (H) | 0:1 (A)       |
| 2018/19 | UEFA Europa League            | 1. Qualifikationsrunde | NK Maribor                | 0:3             | 0:1 (H) | 0:2 (A)       |
| 2019/20 | UEFA Champions League         | 1. Qualifikationsrunde | Qarabağ Ağdam             | 0:2             | 0:0 (H) | 0:2 (A)       |
| 2019/20 | UEFA Europa League            | 2. Qualifikationsrunde | Sheriff Tiraspol          | 1:2             | 0:1 (H) | 1:1 (A)       |
| 2021/22 | UEFA Europa Conference League | 1. Qualifikationsrunde | Sfîntul Gheorghe Suruceni | 8:4             | 5:2 (H) | 3:2 (A)       |
| 2021/22 | UEFA Europa Conference League | 2. Qualifikationsrunde | FC Basel                  | 0:5             | 0:3 (A) | 0:2 (H)       |
| 2022/23 | UEFA Europa Conference League | 1. Qualifikationsrunde | FC Saburtalo Tiflis       | 1:1 (4:5 i. E.) | 1:0 (A) | 0:1 n. V. (H) |
| 2023/24 | UEFA Champions League         | 1. Qualifikationsrunde | BATE Baryssau             | 1:3             | 1:1 (H) | 0:2 (A)       |
| 2023/24 | UEFA Europa Conference League | 2. Qualifikationsrunde | Atlètic Club d’Escaldes   | 5:1             | 1:0 (A) | 4:1 (H)       |
| 2023/24 | UEFA Europa Conference League | 3. Qualifikationsrunde | Valmiera FC               | 3:1             | 2:1 (A) | 1:0 (H)       |
| 2023/24 | UEFA Europa Conference League | Play-offs              | FK Astana                 | 1:2             | 0:1 (A) | 1:1 (H)       |
| 2024/25 | UEFA Conference League        | 1. Qualifikationsrunde | FC Marsaxlokk             | 3:2             | 1:1 (H) | 2:1 (A)       |
| 2024/25 | UEFA Conference League        | 2. Qualifikationsrunde | FC Iberia 1999 Tiflis     | 0:2             | 0:2 (A) | 0:0 (H)       |
| 2025/26 | UEFA Conference League        | 1. Qualifikationsrunde | FC Nõmme Kalju            | 1:2             | 1:1 (A) | 0:1 n. V. (H) |

Gesamtbilanz: 81 Spiele, 15 Siege, 19 Unentschieden, 47 Niederlagen, 55:126 Tore (Tordifferenz −71)

## Stadion
Seine Heimspiele trug Partizani lange im ehemaligen Qemal-Stafa-Stadion, später im Selman-Stërmasi-Stadion aus, das 12.500 Zuschauern Platz bietet. Bei bedeutenden Partien wich man früher ins Qemal-Stafa-Stadion, das albanische Nationalstadion, aus; hier konnten 19.000 Anhänger das Spiel verfolgen. 2016 wurde die Partie der UEFA Europa League und UEFA Champions League in der Elbasan Arena ausgetragen; 2021/22 wurde die ganze Saison in Elbasan gespielt. Bei Stadtderbys wird das neue Nationalstadion Air Albania Stadium verwendet.
Am nordöstlichen Stadtrand Tiranas entstand der Kompleksi Partizani. Die Bauarbeiten für das neue Vereinsstadion und Trainingsgelände wurden 2022 abgeschlossen. Das Stadion erhielt 2023 die Bezeichnung Arena e Demave nach dem Präsidenten Gazmend Demi. 

## Spieler
| - Loro Boriçi (1948–1957) - Panajot Pano (1960–1975) - Genc Tomorri (197?–1980) Jugend, (1980–1990) - Skënder Gega (1983–1990, 1995–1996) - Igli Tare (198?–1992) | - Erjon Bogdani (1994–1998) - Skerdilaid Curri (1995–1997) - Edmond Kapllani (1999–2003) - Elis Bakaj (2000–2004) Jugend, (2004–2008) Spieler |